# Brachypremna thyestes
Brachypremna thyestes är en tvåvingeart som beskrevs av Alexander 1954. Brachypremna thyestes ingår i släktet Brachypremna och familjen storharkrankar.
Artens utbredningsområde är Peru. Inga underarter finns listade i Catalogue of Life.